# شون فلمنج (لاعب كرة قدم كندية)
شون فلمنج هو لاعب كرة قدم كندية كندي، ولد في 19 مارس 1970 في برنابي في كندا.